# Konstnärsbaren

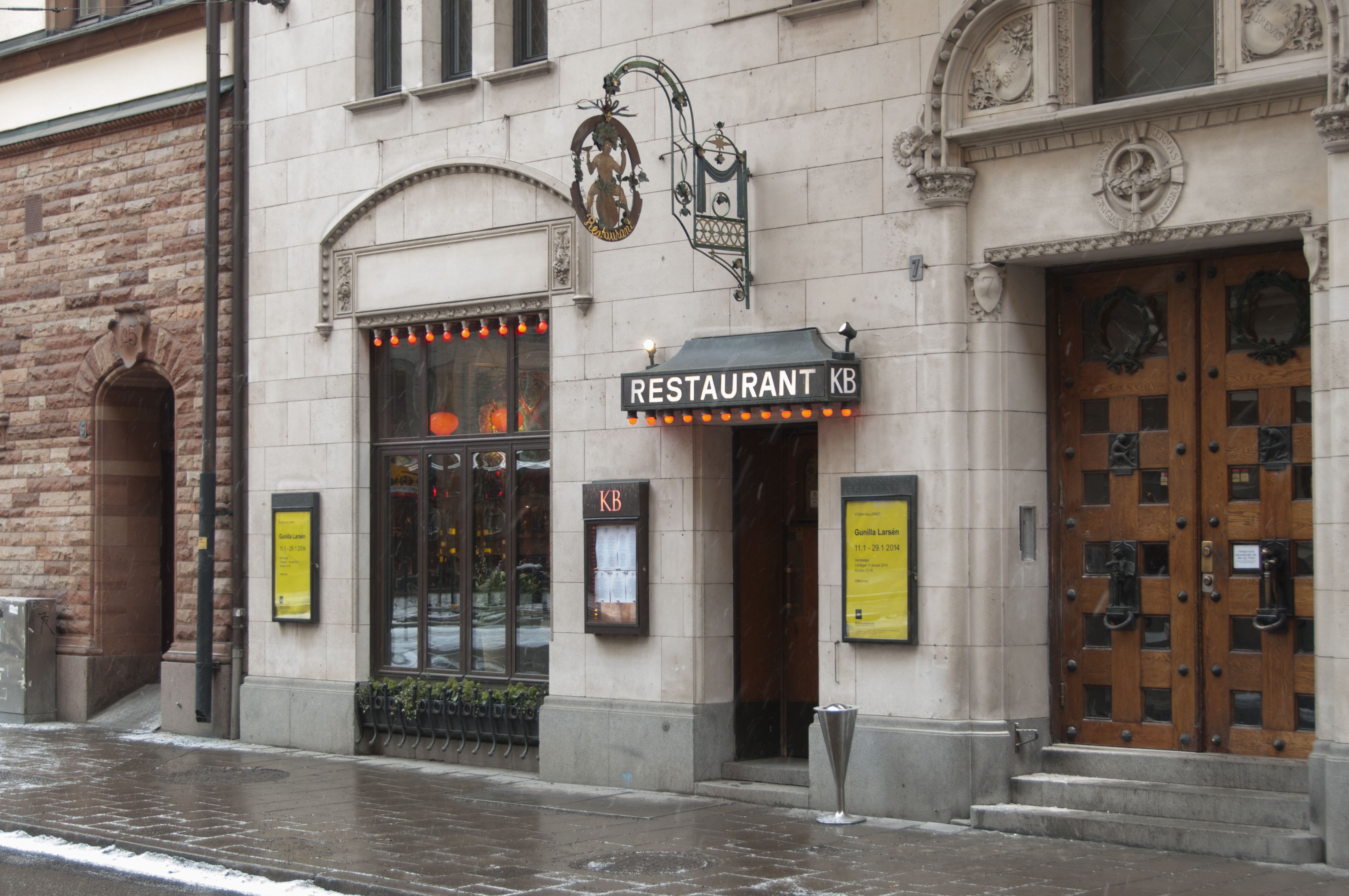
KB:s entré och flaggskylt

Konstnärsbaren (kort KB) är en restaurang belägen i kvarteret Skravelberget mindre vid Smålandsgatan 7 på Norrmalm i centrala Stockholm, etablerad 1931.

## Historik

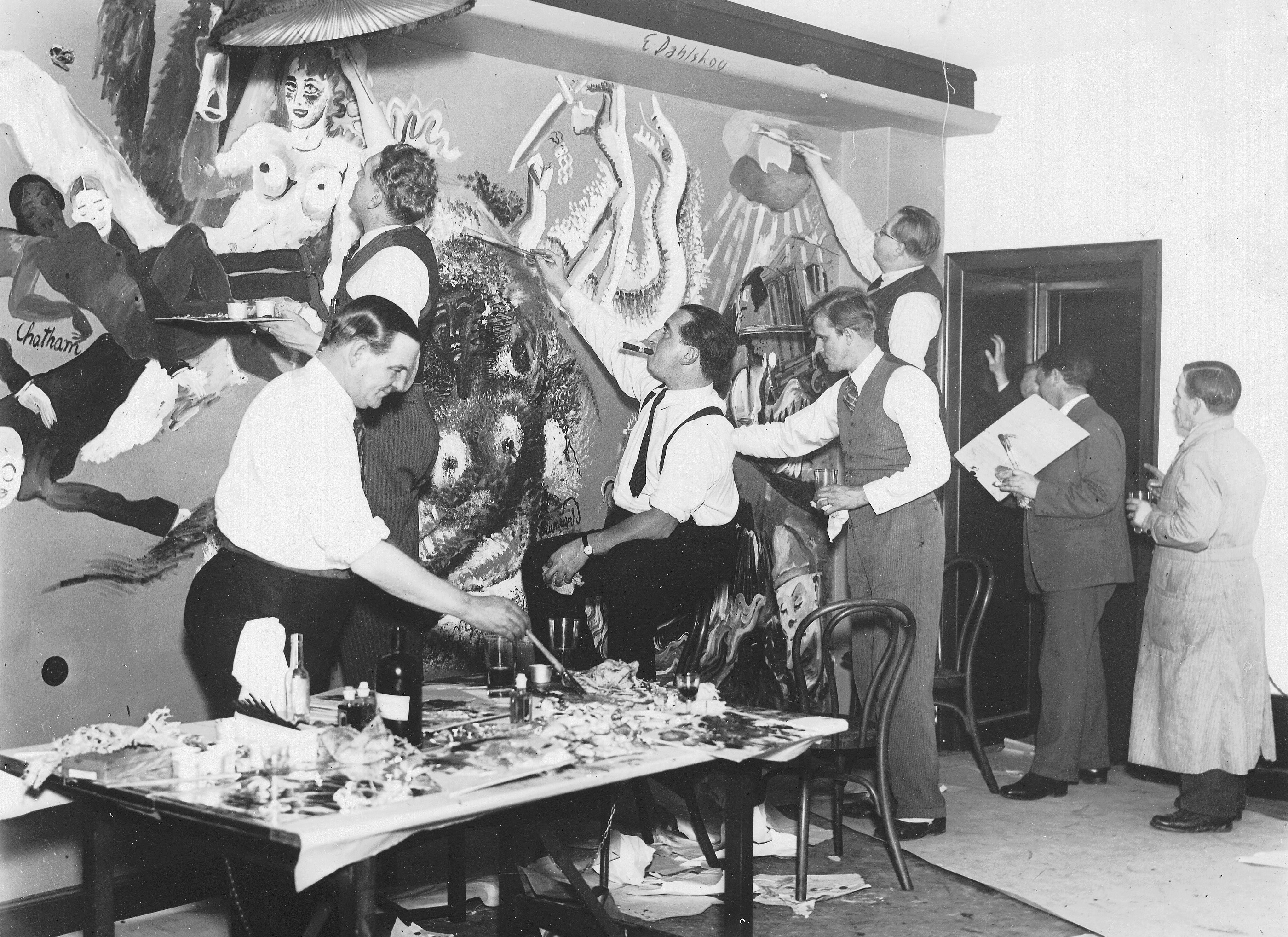
KB dekoreras 1931. Från vänster: John Jon-And, Gunnar Torhamn, Isaac Grünewald, Erik Jerken, Engelbert Bertel-Nordström och Einar Forseth. Längst ut till höger står arkitekt Björn Hedvall.

KB inryms i Konstnärshuset som uppfördes 1899 efter ritningar av arkitekt Ludvig Peterson. Till en början fanns ”Konstnärernas buffet” (vilken gav underlag för det enkla namnet KB) som drevs av en smörgåsaffär. Så småningom tröttnade konstnärerna på smörgåsar och öl och 1931 beslöt man att inreda en ”riktig” restaurang i husets bottenvåning. Man skrev kontrakt med källarmästaren Emil Janson som tidigare bland annat drivit restaurang Hasselbacken på Djurgården. Interiören gestaltades av arkitekt Björn Hedvall, som var god vän med Jansson. I källaren inrättades ett modernt restaurangkök och på bottenvåningen, med dess två avdelningar, uppstod en hemtrevlig matsal med 150 platser. Hedvall ritade även samtliga möbler. 
På hans initiativ dekorerades väggen i ”Lilla Festvåningen” av några av Konstnärsklubbens medlemmar. En kväll den 8 december 1931 började målningsarbetet av tio konstnärer, bland dem Isaac Grünewald, Edgar Wallin, Einar Forseth, Robert Högfeldt, Erik Jerken, John Jon-And, Engelbert Bertel-Nordström, Ewald Dahlskog, Gunnar Torhamn och Jerk Werkmäster. Hedvall var också närvarande och övervakade det hela. När KB invigdes skrev Svenska Dagbladet bland annat ”Konstnärerna se det nya året i ljusa färger” och Evert Taube, som gärna besökte KB när han inte var på Den Gyldene Freden, skrev till och med en kort hyllningsdikt. 
År 1951 tog Emil Jansons son Gunnar över driften av Konstnärsbaren. Han drev den fram till 1980 då källarmästare Åke Håkansson tog över tillsammans med en av landets främsta köksmästare, Örjan Klein. Från 1991 till ägarbytet 1997 hade KB en stjärna i Michelinguiden. Stjärnan till trots så behöll restaurangen en bohemsk och osnobbig stil, med fokus på husmanskost.
KB ingår i Melanders Group som ägs av Patrik Lundstedt, Ulf Barkman och bröderna Erik och Nils Molinder som bland annat driver Tysta Mari, Wärdshuset Ulla Winbladh, Edsbacka Wärdshus och Sjöpaviljongen.